# Henri Lachambre

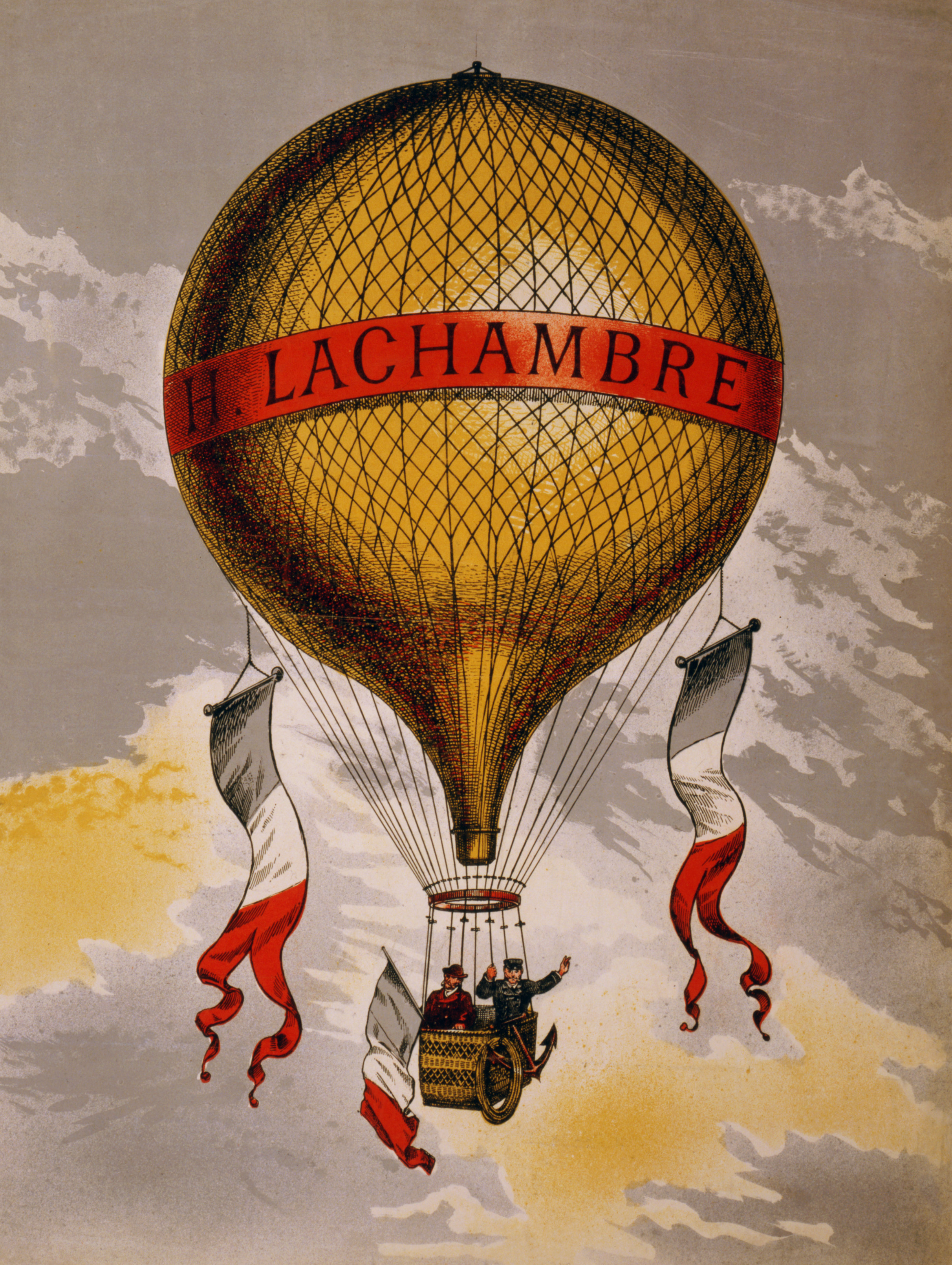
Werbeplakat für Lachambre-Ballons

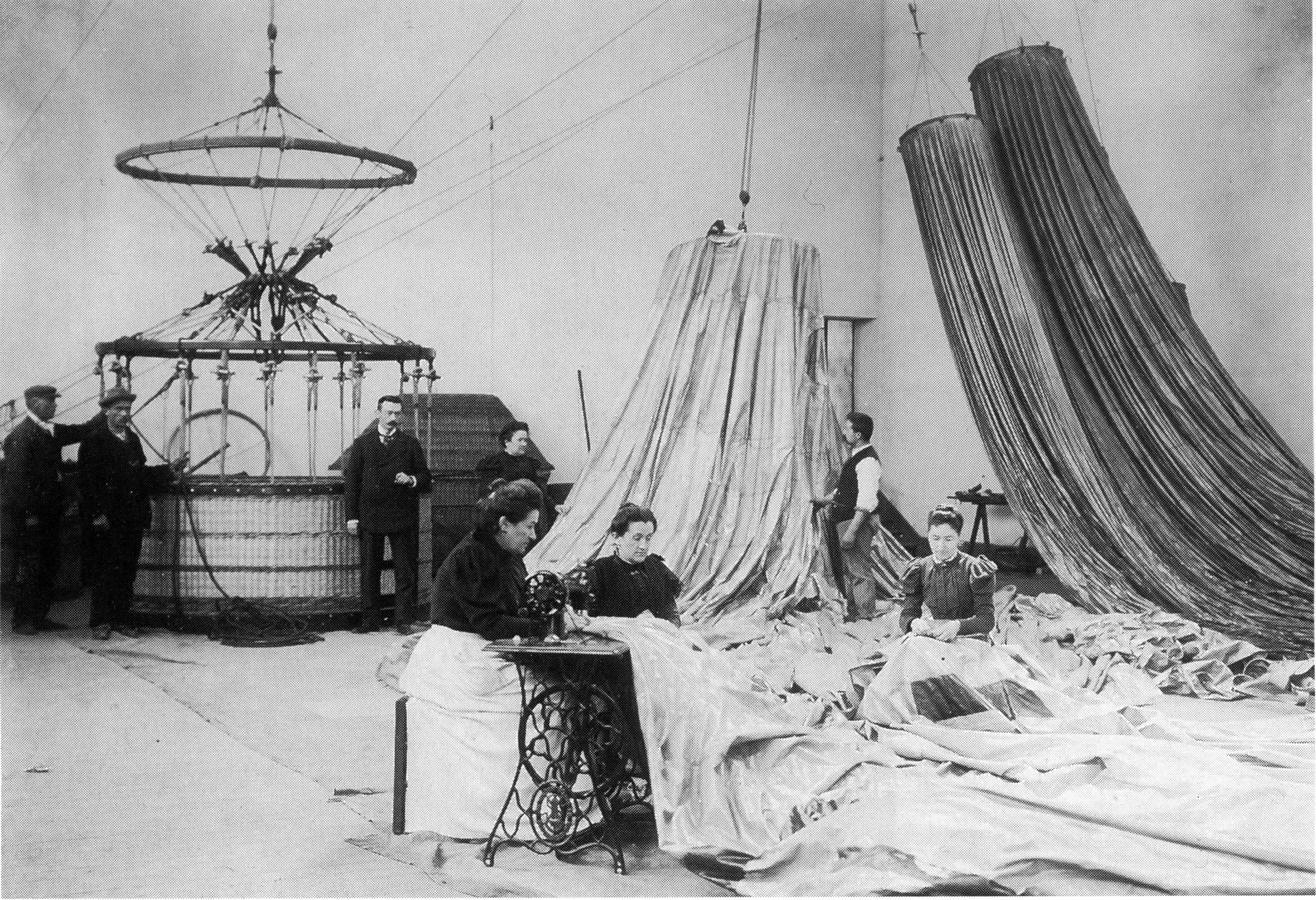
Die Ballonwerkstatt von Henri Lachambre

Henri Lachambre (* 30. Dezember 1846; † 12. Juni 1904 in Vagney) war ein französischer Luftfahrtpionier und Hersteller von Wasserstoffballonen und Montgolfièren. Seine Fabrik befand sich im Pariser Vorort Vaugirard.
1883 baute Lachambre die la Ville de Boulogne für M. Lhoste (Überquerung des Ärmelkanals), einen Ballon für die Brüder Tissandier, einen für M. Eloy und einen für M. Ribeiro de Souza (insgesamt über 20 pro Jahr). 1895 wurde der Fesselballon für die Schweizer Nationalausstellung in Genf gebaut. Er lieferte an Alberto Santos-Dumont, an das US Army Signal Corps und an den schwedischen Ingenieur und Nordpolforscher Salomon August Andrée im Jahr 1897. Gemeinsam mit seinem Neffen Alexis Machuron verfasste Lachambre ein Buch über Andrées Ballonexpedition zum Nordpol.
Nach dem Tod Lachambres wurde die Fabrikation durch seine Witwe und E. Carton fortgeführt.

## Bücher
- Les Ballons captifs, leur emploi au point de vue stratégique, notice descriptive sur les appareils à gaz transportables, treuils sur chariot, etc., avec Abel Lachambre (1888)
- Les Ballons à la guerre, paru dans Bibliothèque des connaissances militaires, 3 (1888)
- Deux mois au Spitzberg : préparatifs de l’expédition aérostatique polaire suédoise, 1896–97, paru dans La Revue hebdomadaire, 8 mai 1897
- Andrée. Au pôle Nord en ballon, avec Alexis Machuron (1897)